# Syrská kuchyně

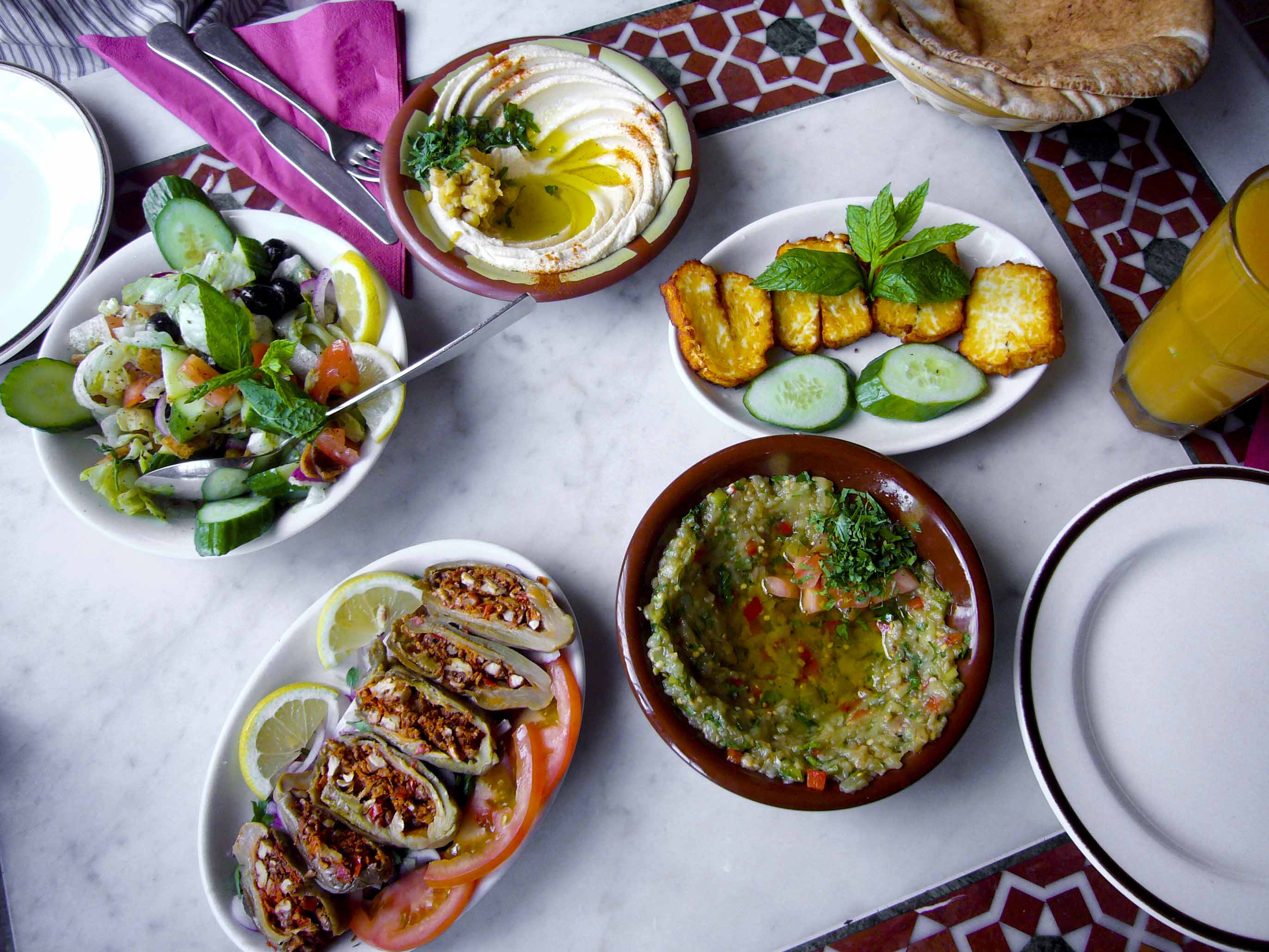
Typická syrská jídla. Od levého dolního rohu po směru hodinových ručiček: plněné lilky, salát, hummus, halloumi a baba ganuš, v pravém horním rohu je arabský chléb

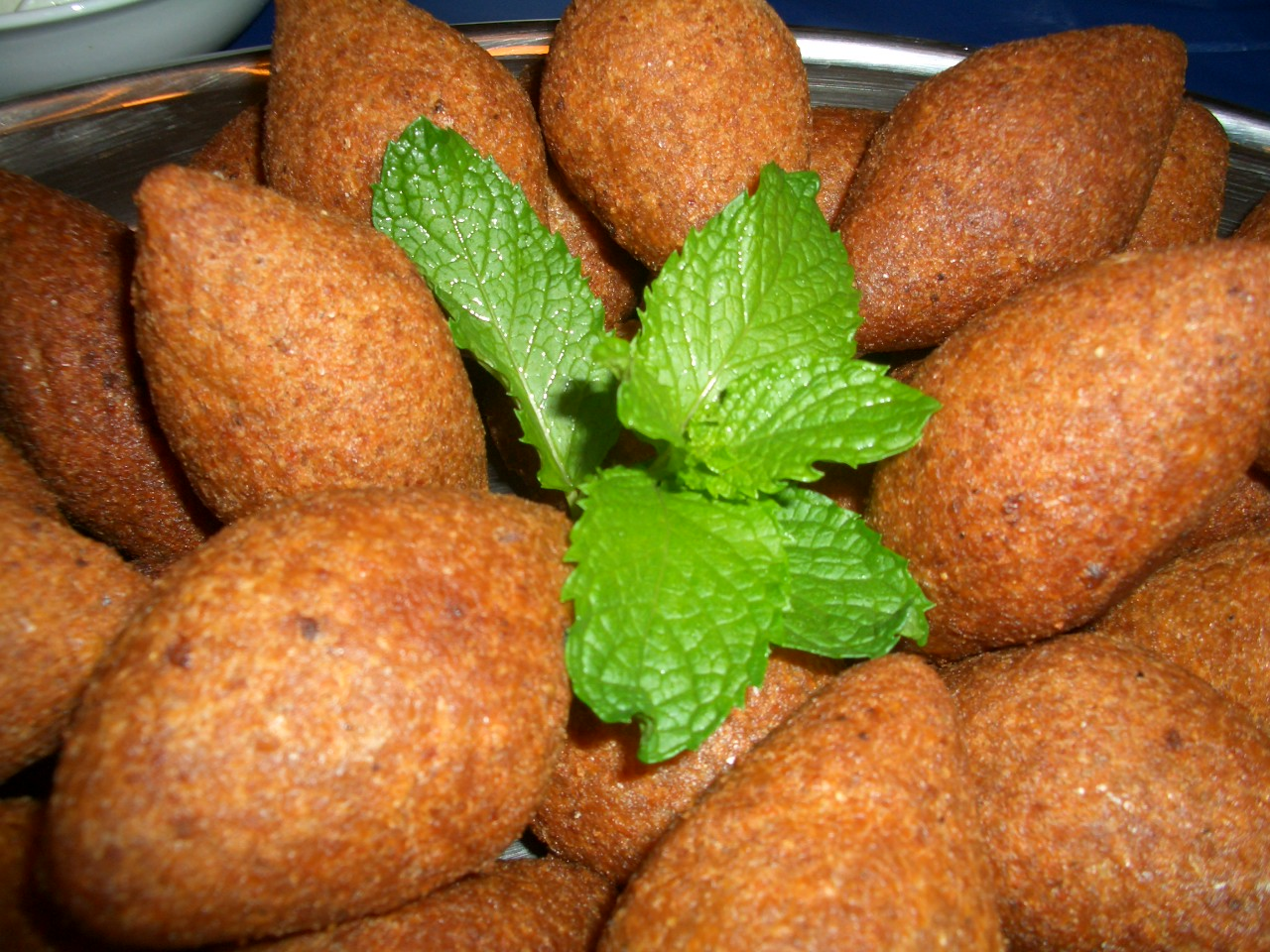
Kibbeh

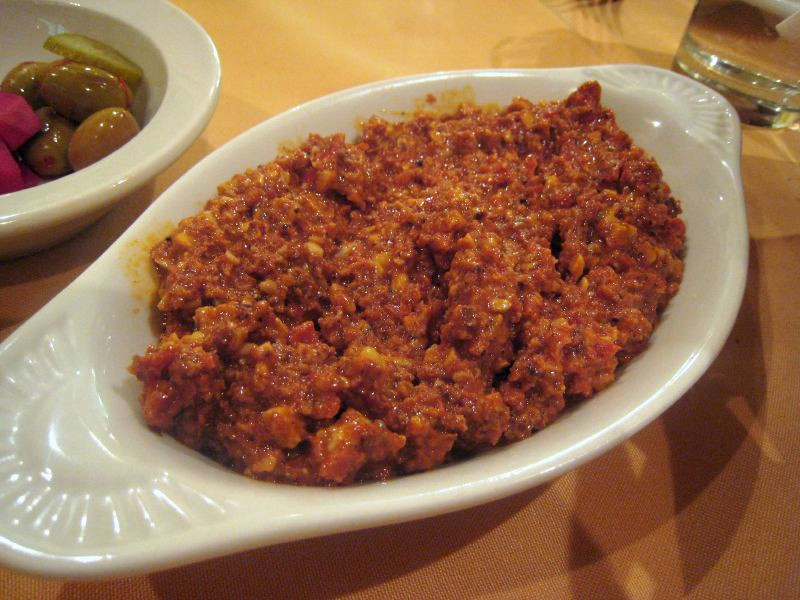
Omáčka muhammara, v pozadí olivy

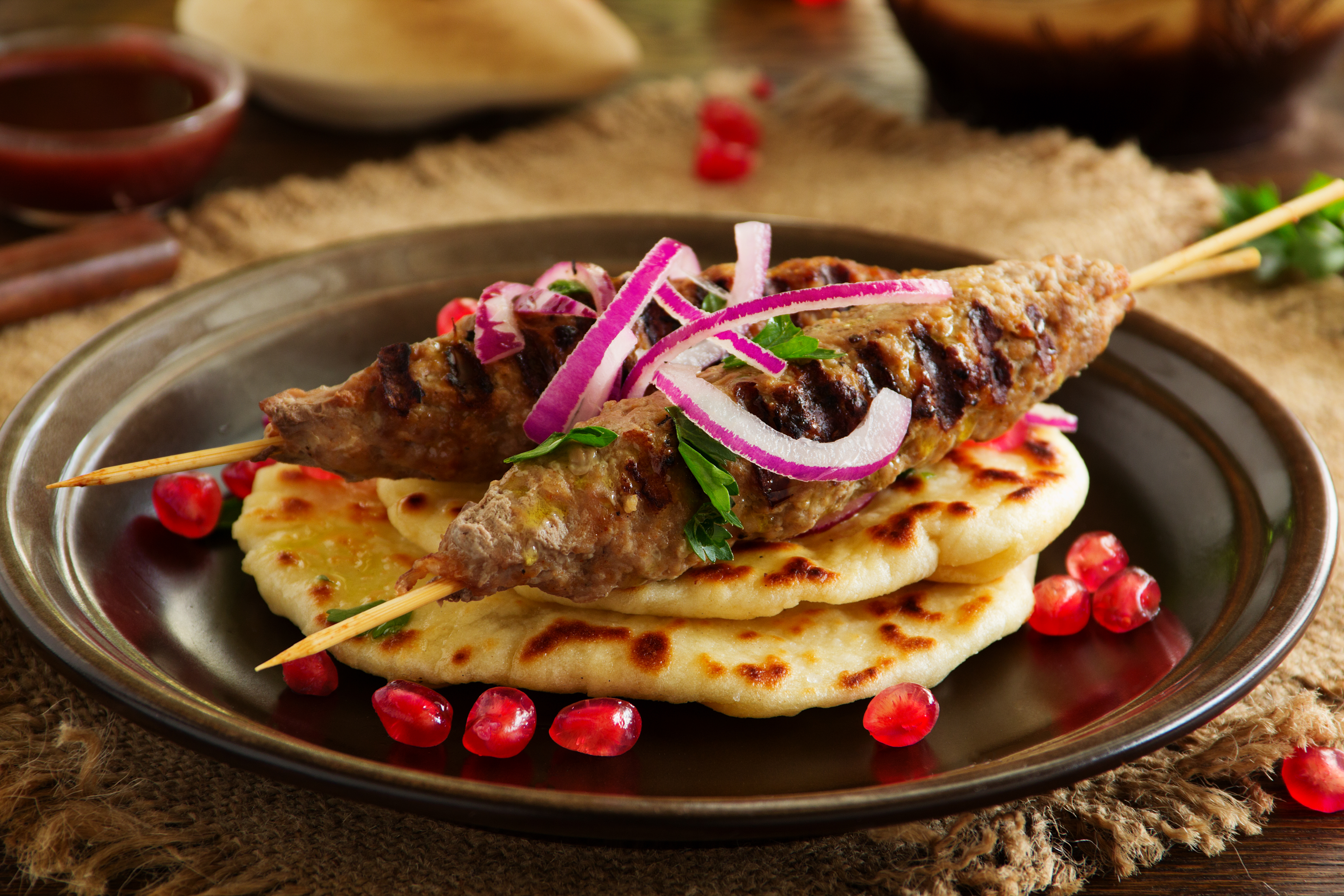
Kebab

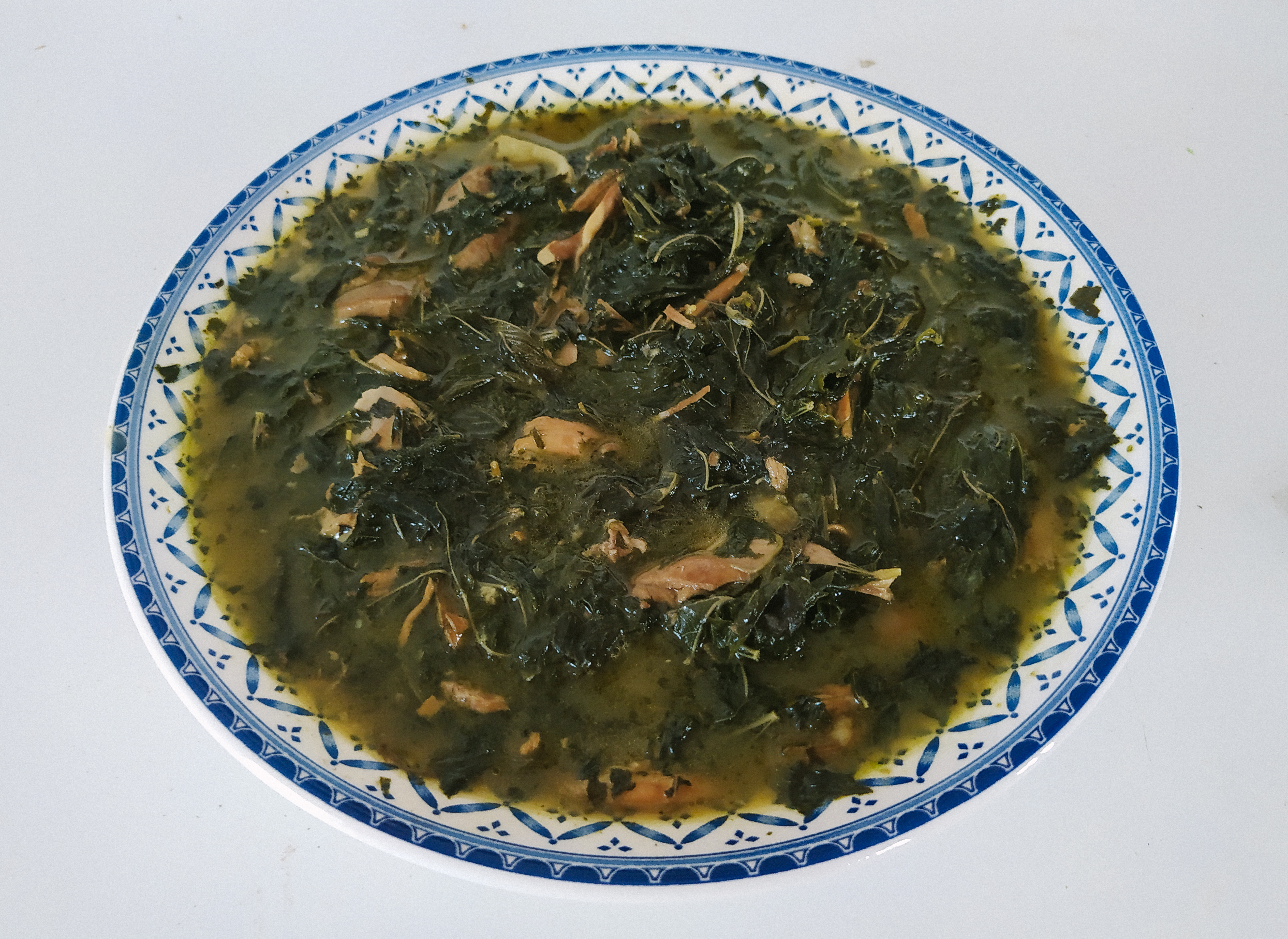
Molokhia

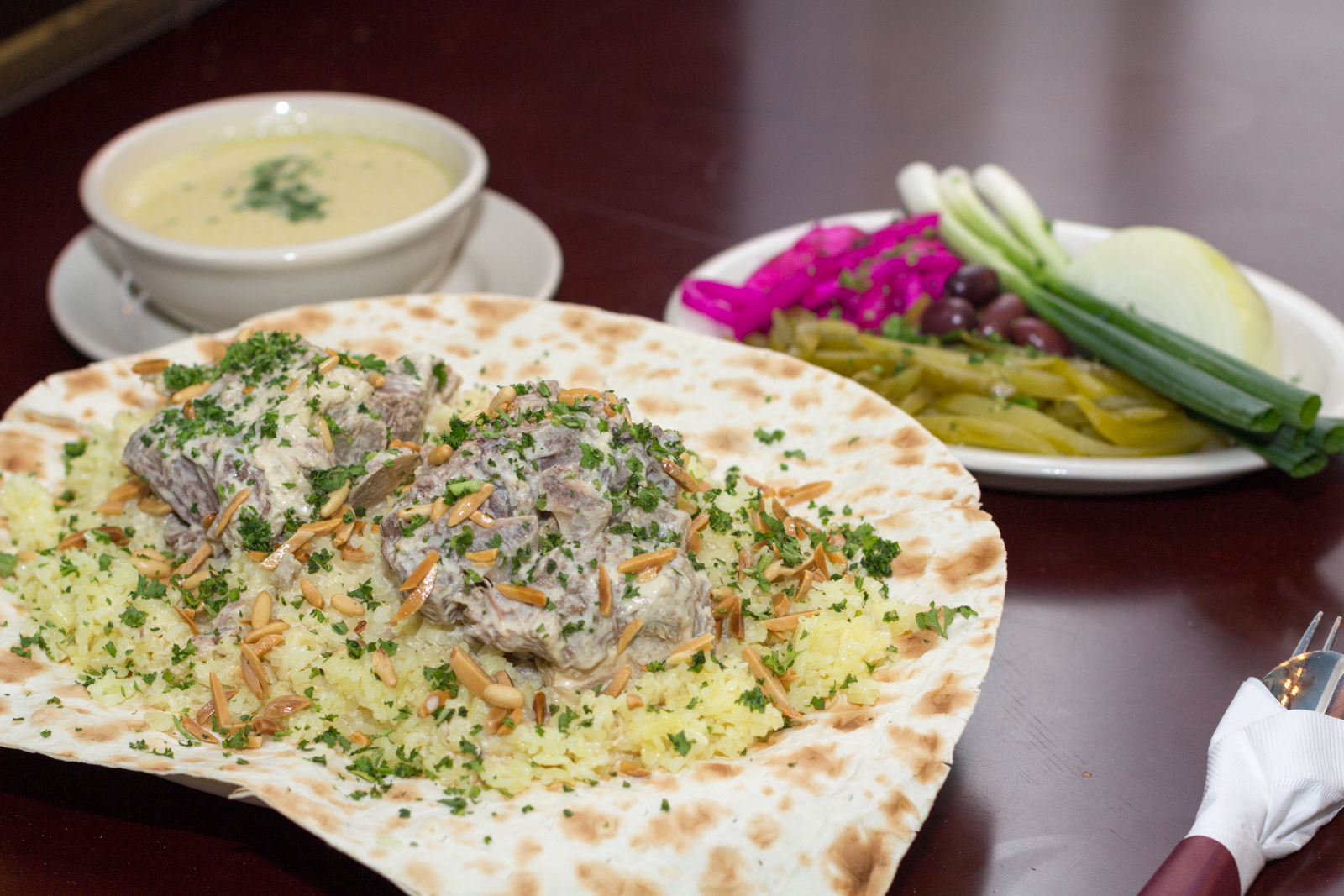
Mansaf

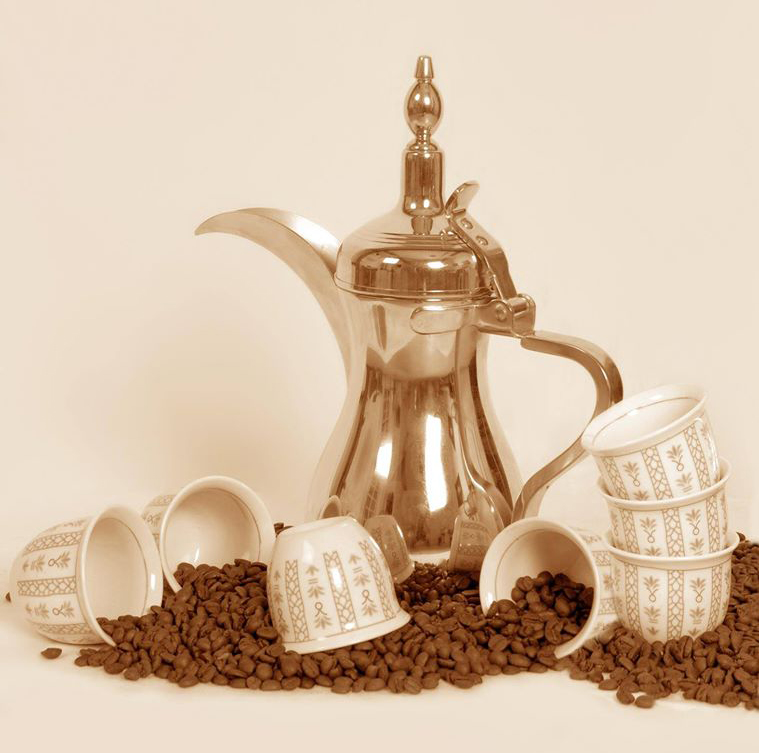
Set na přípravu arabské kávy a kávová zrnka

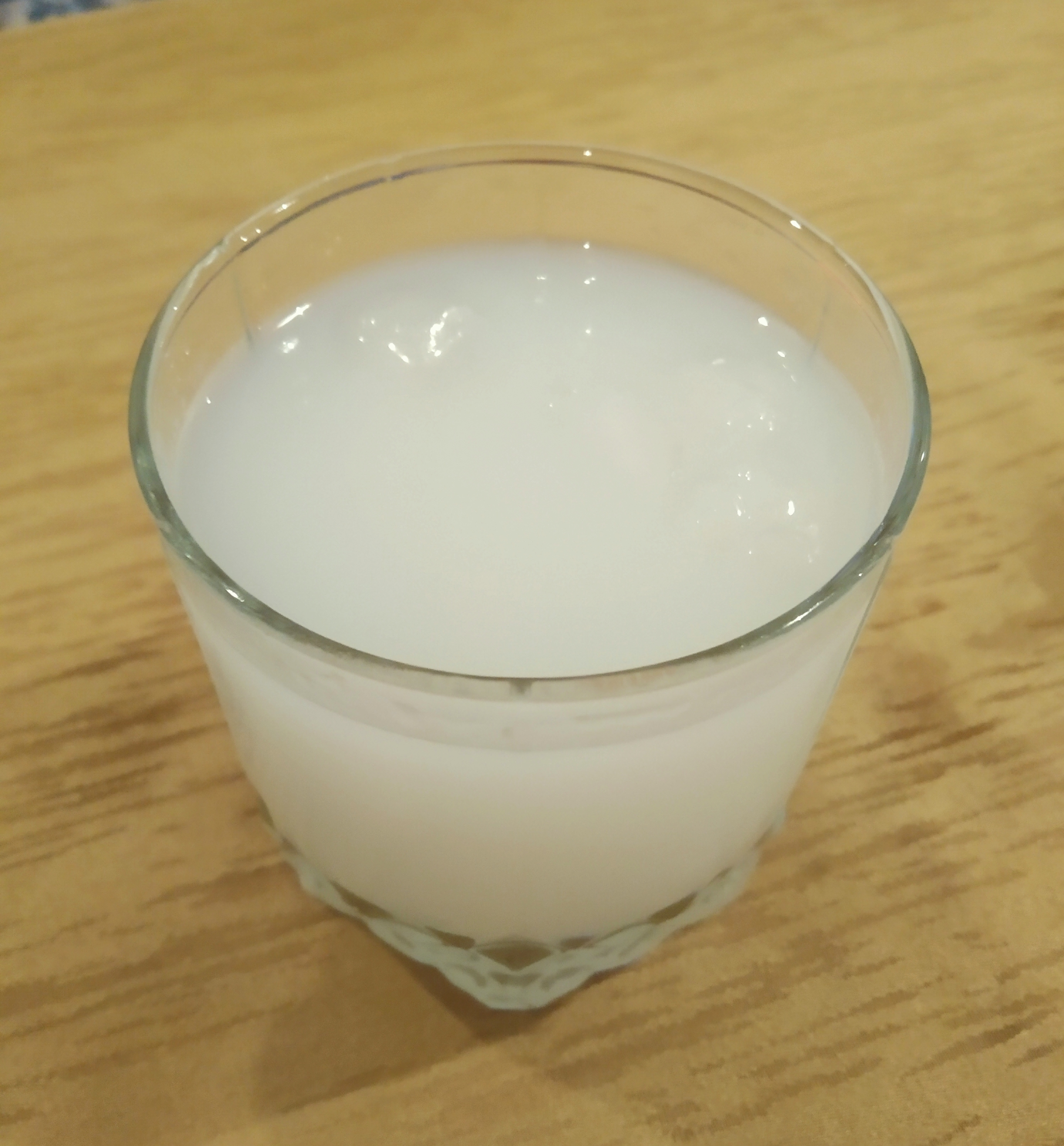
Arak s ledem

Syrská kuchyně (arabsky: مطبخ سوري) vychází z mnoha vlivů z oblasti Levanty, ale i z dalších částí východního středomoří, ovlivněna byla i francouzskou kuchyní. Syrská kuchyně používá mnoho rozmanitých surovin, mezi ty nejtypičtější patří maso (především skopové), rýže, lilek, cuketa, česnek, sezam, cizrna, fazole, čočka, zelí, květák, vinné listy, nakládané tuříny, rajčata, okurky, olivy (a olivový olej), citronová šťáva, máta, pistácie, med nebo různé druhy ovoce.
Pro syrskou kuchyni je, podobně jako v dalších kuchyních Levanty, typické podávaní malých předkrmů zvaných meze (které jsou podobné španělským tapas). Sýrie je známá také svými cukrovinkami, kterých se vyrábí mnoho druhů.

## Příklady syrských pokrmů
Příklady syrských pokrmů:
- Hummus, pomazánka z cizrny a sezamové pasty tahina
- Arabský chléb
- Kibbeh, masové koule s bulgurem
- Kebab a šuarma, opečené maso
- Falafel, fritované kuličky z cizrny
- Fatteh, kousky opečeného arabského chleba podávané s masem nebo zeleninou a omáčkou
- Plněné vinné listy
- Mansaf, kousky masa s rýží a piniovými oříšky
- Muhammara, pálivá omáčka pocházející z města Aleppo
- Mahši, cuketa nebo lilek plněný masem, rýží nebo ořechy
- Tabbouleh, salát s bulgurem nebo kuskusem, petrželí, cibulí a mátou, ochucen olivovým olejem a citronem
- Fattúš, salát z kousků chleba, rajčat, cibule a máty
- Molokhia, polévka z jutovníku jedlého
- Různé sýry, například halloumi
- Baba ganuš, pokrm z grilovaného lilku

### Sladkosti
Sýrie je známá svými sladkostmi, mezi nejznámější patří:
- Baklava, sladkost z vrstev těsta, plněná ořechy, slazená sirupem
- Basbousa, sladkost z vařené semoliny slazené sirupem
- Chalva, sladkost z mletých sezamových semínek
- Qada'ef, semolinové těsto plněné náplní z medu a ořechů nebo mléka
- Kanafeh, dezert plněný sýrem, sirupem a ořechy
- Ma'amoul, sušenky plněné ořechy, podávané při svátečních příležitostech
- Palačinky[4]

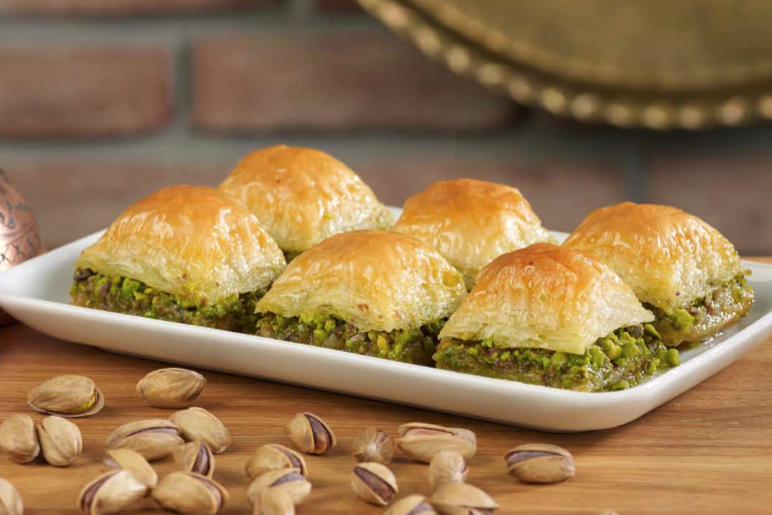
Baklava
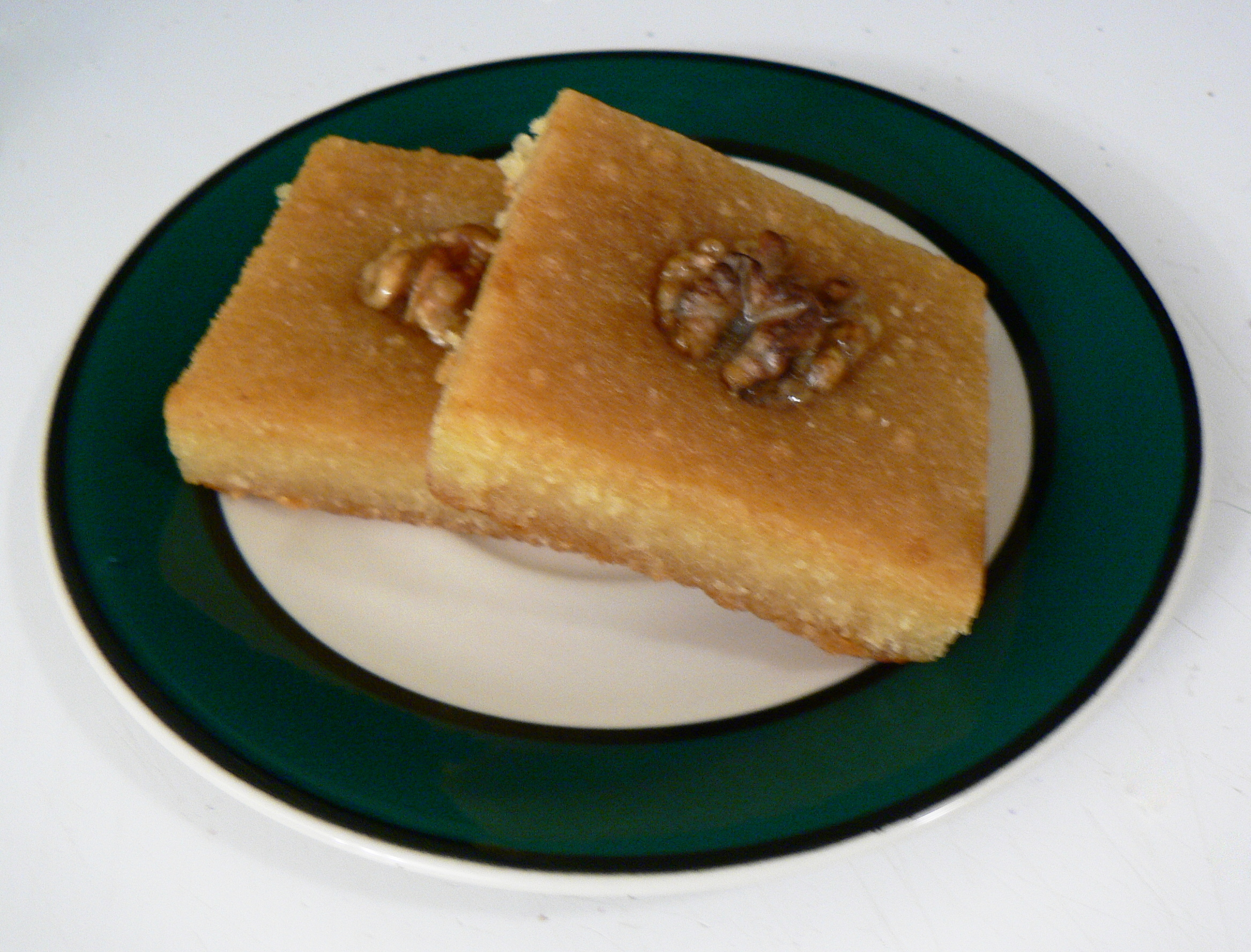
Basbousa
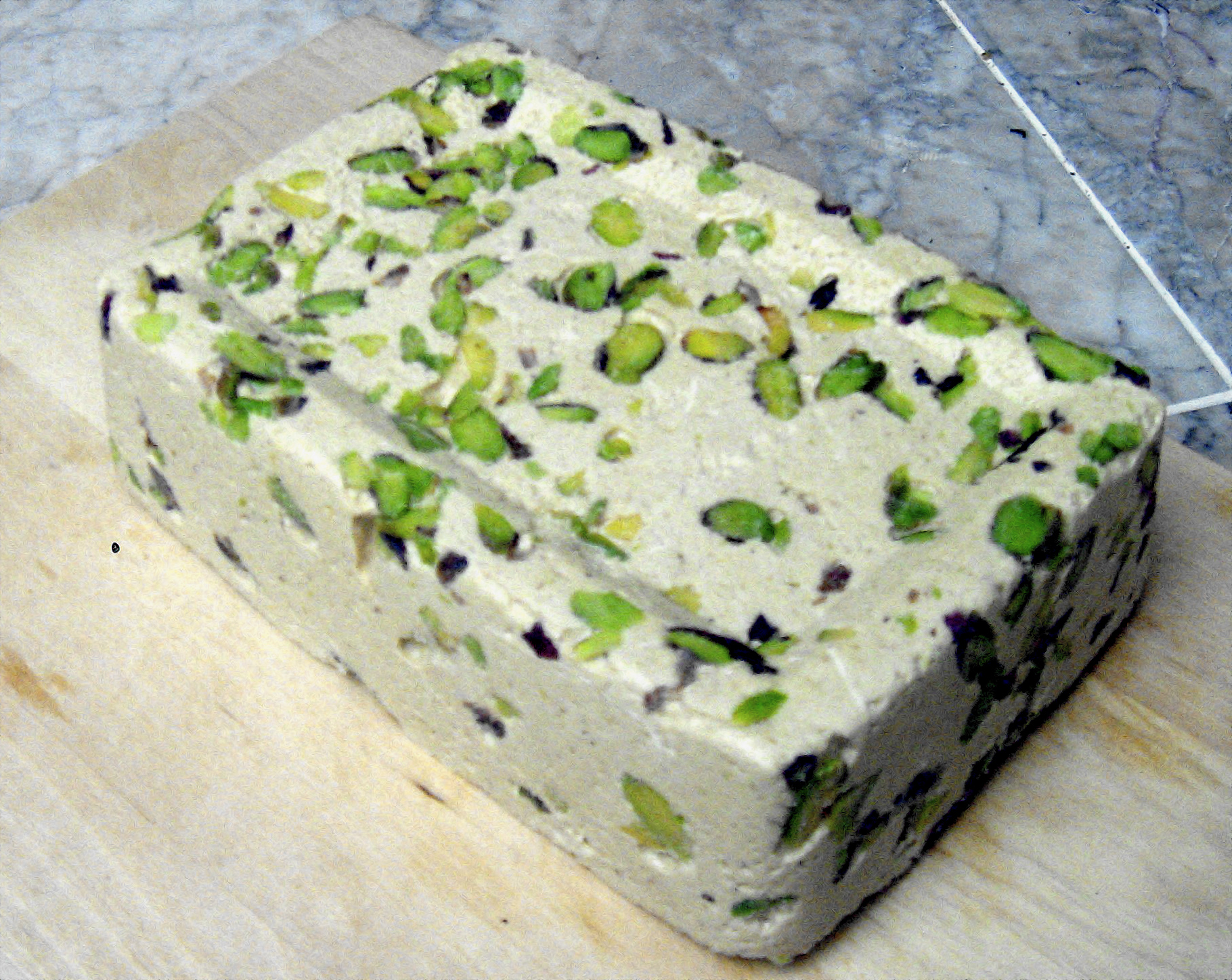
Chalva
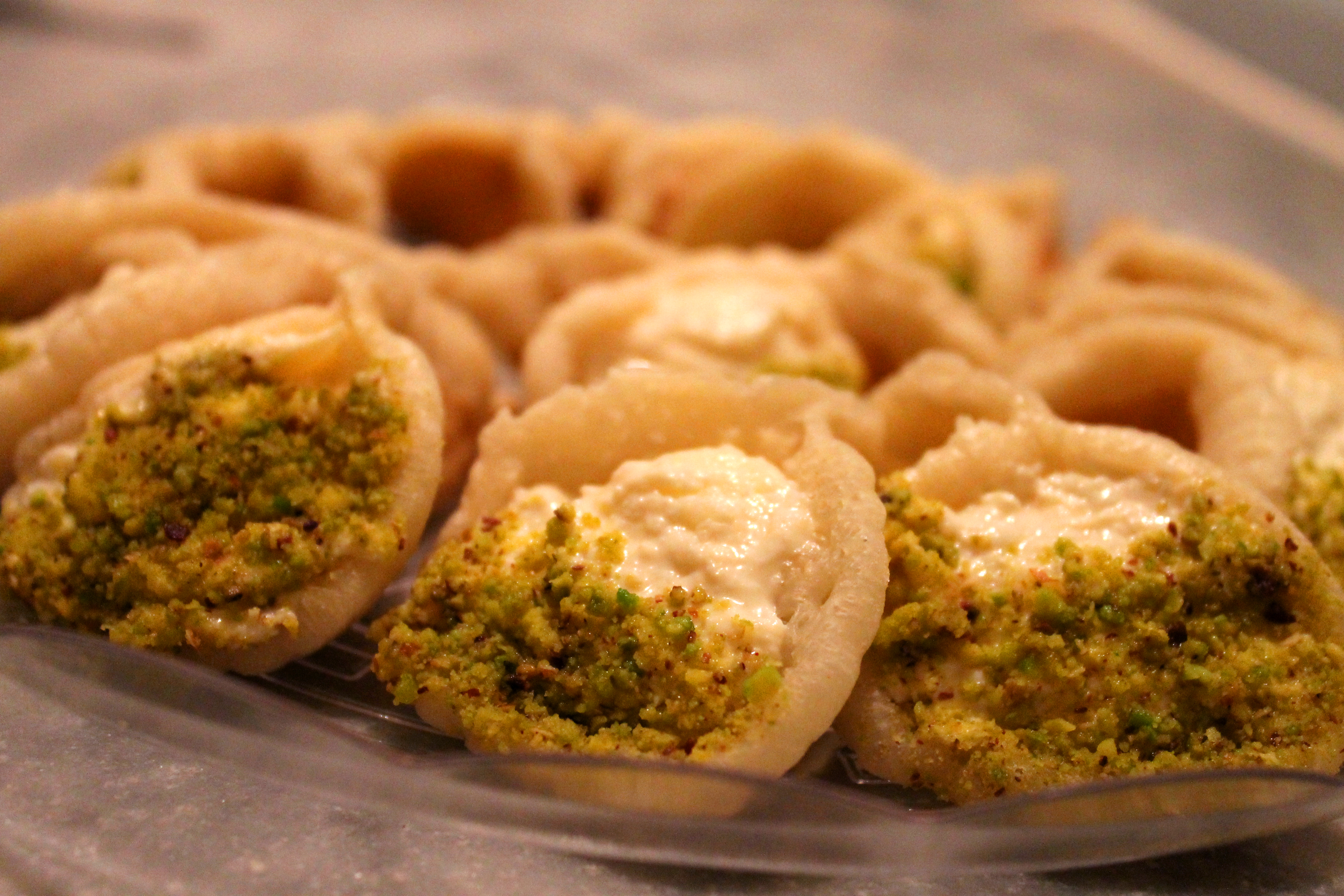
Qada'ef
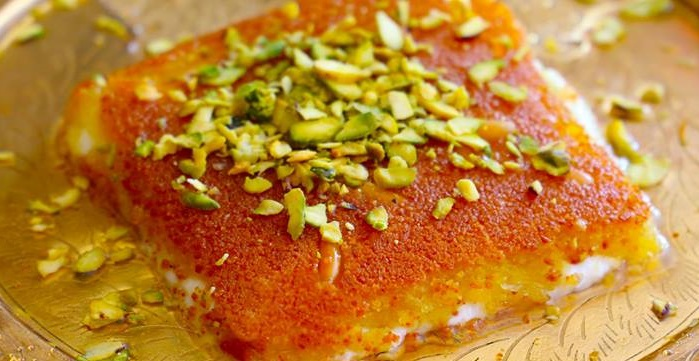
Kanafeh
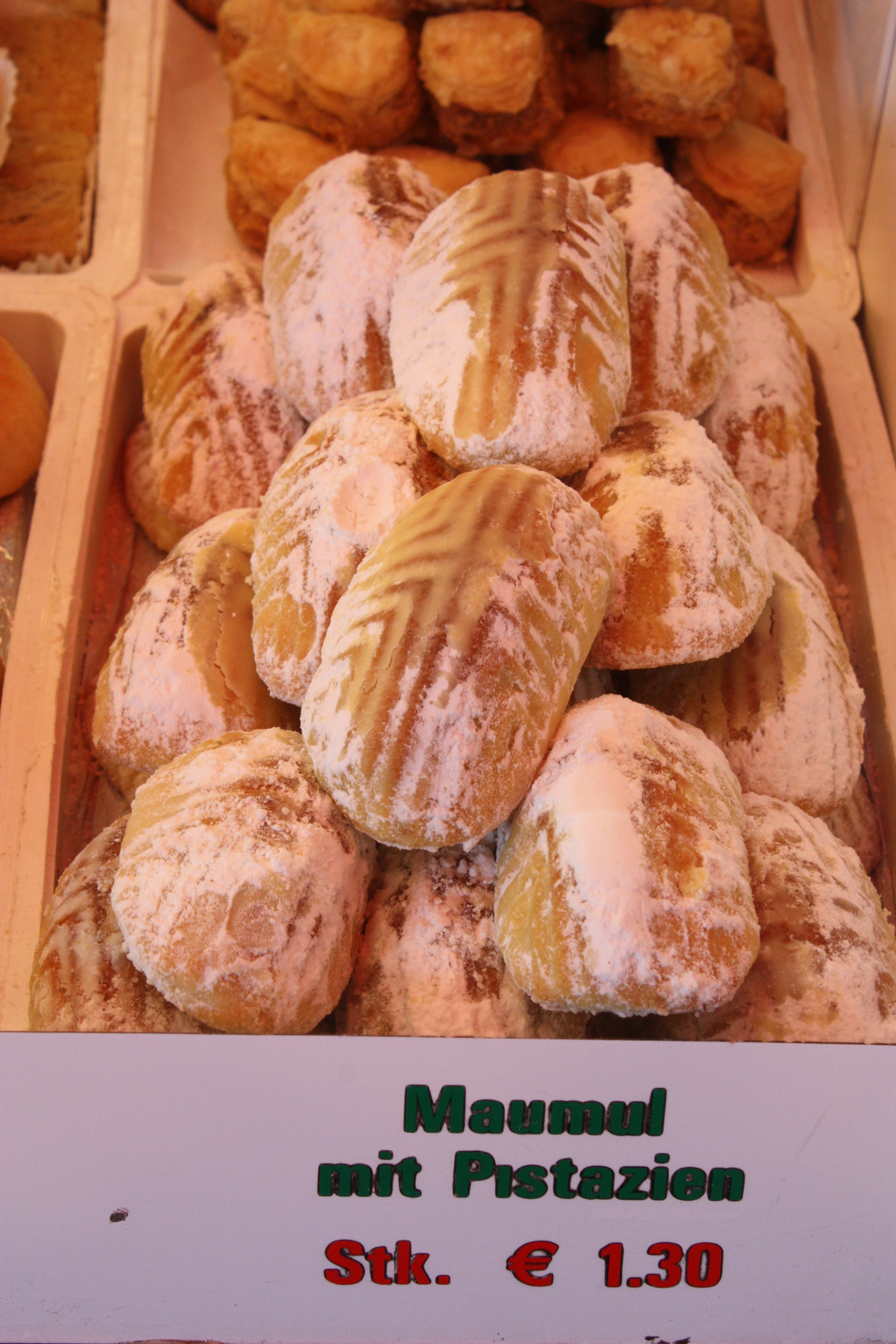
Ma'amoul
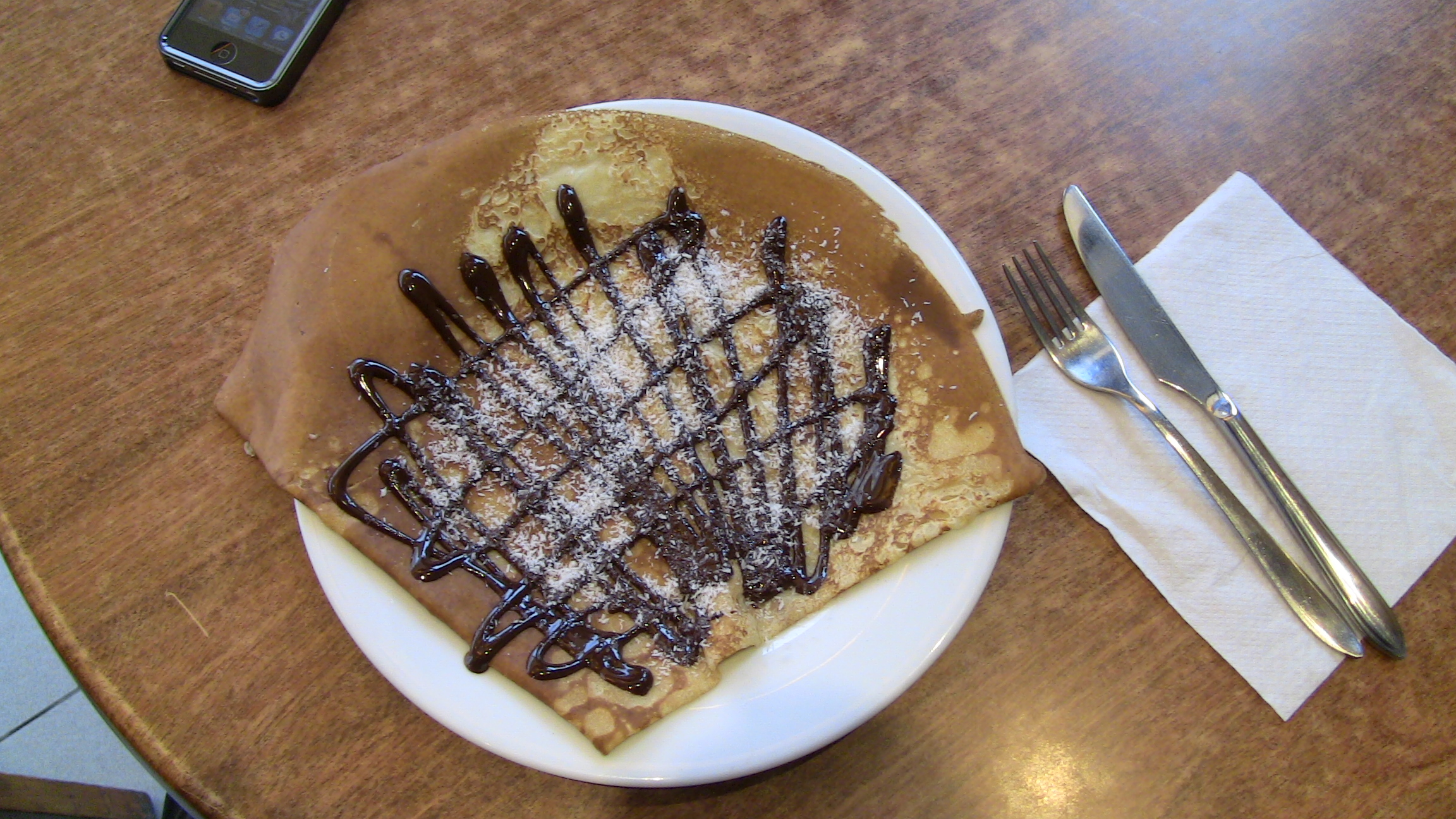
Palalčinka

## Příklady syrských nápojů
Příklady syrských nápojů:
- Káva
- Maté
- Arak, likér z anýzu
- Víno
- Jallab, ovocný sirup
- Polo, mátová limonáda
- Čaj
- Kefír